# 스캔들 (2016년 영화)
"스캔들"은 2016년에 개봉한 대한민국의 영화이다.

## 캐스팅
- 황성웅
- 진건
- 나진
- 곽지은
- 유승일
- 이민욱
- 이현지